# Oliver Kegel
Oliver Kegel, né le 14 juin 1961 à Berlin, est un kayakiste allemand pratiquant la course en ligne.

## Palmarès

### Jeux olympiques
- Médaille d'or aux Jeux olympiques de 1992 à Barcelone en K-4 1000m[1].